# Експеримент Міллера — Юрі

Експеримент Міллера-Юрі — хімічний дослід, який змоделював гіпотетичні умови, що існували на прадавній Землі, з метою перевірки можливості хімічної еволюції. Експеримент ставив перед собою мету дослідити ідею Олександра Опаріна та Дж. Б. С. Голдейна про те, що умови на Землі в прадавню еру сприяли хімічним реакціям, внаслідок яких органічні сполуки могли б утворитися з неорганічних вихідних речовин. Експеримент був поставлений у 1952 році Стенлі Міллером та Гарольдом Юрі в Чиказькому університеті. Результати були опубліковані в 1953 році.
Повторний аналіз даних, результати якого були опубліковані в жовтні 2008 року показав, що в приладі синтезуються 22 амінокислоти (оригінальна публікація повідомляла про п'ять). Результати експерименту свідчать на користь того, що біологічні молекули можуть утворюватися з простіших реагентів.

## Дослід та його інтерпретація
Вихідними речовинами для експерименту були вода, метан, аміак та водень. Ці хімічні речовини помістили в герметично запаяну стерильну систему склянних колб та трубок, сполучених таким чином, що вони утворювали петлю. В одну з колб залили воду, а в іншій помістили пару електродів. Колбу з водою підігрівали, щоб рідина випаровувалася, між електродами періодично пропускалася іскра, яка повинна була відповідати блискавкам. Потім атмосфера знову охолоджувалася таки чином, що вода конденсувалася й просочувалася назад в першу колбу, проходячи таким чином замкнутий цикл.
Після тижня неперервної дії установки Міллер та Урі виявили, що 10-15% всього карбону входили до складу органічних речовин. Два відсотки карбону утворили амінокислоти, які зазвичай входять до складу білків. Особливо багато було гліцину. Утворилися також цукор, ліпіди й деякі складові частини нуклеїнових кислот.
Як показали наступні експерименти в установці утворювалася рацемічна суміш ліво- та правообертаючих оптично-активних ізомерів.

## Хімізм експерименту
Відомо, що спочатку в колбах утворюється ціанід водню (HCN), формальдегід, та інші активні проміжні сполуки (ацетилен, ціаноацетилен тощо):
{\displaystyle \mathrm {CO_{2}\rightarrow CO+O} } (атомарний кисень)
{\displaystyle \mathrm {CH_{4}+2O\rightarrow CH_{2}O+H_{2}O} }
{\displaystyle \mathrm {CO+NH_{3}\rightarrow HCN+H_{2}O} }
{\displaystyle \mathrm {CH_{4}+NH_{3}\rightarrow HCN+3H_{2}} }  (процес BMA)
Ці сполуки надалі реагують між собою з утворенням амінокислот (синтез Штрекера) та інших біомолекул:
{\displaystyle \mathrm {CH_{2}O+HCN+NH_{3}\rightarrow NH_{2}CH_{2}CN+H_{2}O} }
{\displaystyle \mathrm {NH_{2}CH_{2}CN+2H_{2}O\rightarrow NH_{3}+NH_{2}CH_{2}COOH} }  (гліцин)

## Інші експерименти
Перший експеримент Міллера та Урі послужив натхненням для багатьох інших. У 1961 році Хоан Ого виявив, що з цианіду водню може утворюватися одна з нуклеїнових основ — аденін. У своєму експерименті він отримав велику кількість аденіну, молекули якого утворювалися з 5-ти молекул HCN. При відповідних умовах з HCN та аміаку утворюється багато амінокислот. Подальші експерименти показали, що в умовах відновної атмосфери можна отримати також інші нуклеїнові основи.
Одночасно з експериментом Міллера-Юрі проводилися також інші пов'язані з проблемою походження життя експерименти з електричними розрядами. Стаття в «Нью-Йорк Таймс» від 8 березня 1953 року описувала роботу Воллмена М. Макневіна з Університету штату Огайо. Макневін пропускав іскри в 100000 В через суміш метану та водяної пари і отримав смолоподібний конденсат, який виявився надто складним для аналізу. В статті говорилося також про інші експерименти Макневіна, пов'язані з прадавньою Землею. Невідомо чи вони були опубліковані в науковій літературі.
15 грудня 1952 року К. А. Вайлд подав статтю в журнал «Science», тоді, коли Міллер представив свою 14 лютого 1953-го. Робота Вайлда була опублікована 10 липня 1953 року. Вайлд використовував напруги до 600 В, діючи на суміш вуглекислого газу та води. Він отримав тільки незначне відновлення вуглекислого газу до чадного. Інші дослідники вивчали фотоліз водяної пари та монооксиду вуглецю під впливом ультрафіолету. Було встановлено, що в результаті утворюються спирти, альдегіди та органічні кислоти.
Сучасніші експерименти хіміка Джефрі Бада в Інституті океанографії Скріппса були аналогічними поставленним Урі та Міллером. Проте, Бада зауважив, що в сучасних моделях прадавньої атмосфери Землі вугекислий газ та азот утворюють нітриди, які знищують амінокислоти як лише ті утворюються. Проте, на прадавній Землі могло буди досить заліза та карбонатів у складі мінералів, здатних нейтралізувати ефект нітридів. Коли Бада провів експеримент типу міллерового, додавши в систему заліза та карбонатів, продукти реакції були багаті на амінокислоти. Це наводить на думку, що амінокислоти могли утворюватися в атмосфері давньої Землі навіть в умовах, коли вона містила вугликислий газ та азот.

## Атмосфера прадавньої Землі
Важливість експерименту Мюллера-Урі для пояснення походження життя на Землі пов'язана з питанням про склад земної атмосфери одразу ж після утворення планети. За сучасними уявленнями початкова атмосфера Землі була повністю знищена внаслідок сильного метеоритного дощу, який падав приблизно 4,5 млрд років тому і залишив після себе кратери. Нова атмосфера Землі сформувалася внаслідок дегазації земної кори. Початковий склад цієї нової, вторинної, атмосфери визначити важко, оскільки сучасна атмосфера є у великій мірі продуктом діяльності живих огранізмів. Склад ранньої атмосфери експериментально визначають аналізуючи найдревніші із земних порід. Точність досліджень ускладнюється тим, що за останні 4 млрд років навіть найдревніші скелі зазнали впливу і змінилися, забруднилися внаслідок пізніших явищ.
Існують докази того, що до складу атмосфери Землі після формування планети входило набагато менше молекул відновників, ніж вважалося в часи експеримента Міллера—Юрі. Не бракує свідчень значних вулканічних вивержень 4 мільярди років тому, що викидали в повітря вуглекислий газ, азот, сірководень і діоксид сірки. Експерименти з використанням цих газів на додачу до тих, що використовувалися в першому досліді Міллера—Юрі, дають різноманітніший набір молекул. У своїх дослідах Міллер та Юрі отримали рацемічні суміші, проте в природі домінують L-ізомери амінокислот. Деякі пізніше дослідження показали, що можливі непропорціональні кількості L- та D-енантіомерів.
Спочатку вважалося, що вторинна атмосфера Землі містила в основному аміак та метан. Проте, ймовірно, що основним складником атмосфери був вуглекислий газ з, можливо, деякими домішками монооксиду вуглецю та азоту. Газові суміші з CO, CO2, N2 тощо, дають результати подібні на ті, в яких використовуються CH4, NH3, якщо тільки та немає O2. Джерелом атомів гідрогену служить водяна пара. Власне, для продукування ароматичних амінокислот потрібно викорстовувати не особливо багаті на гідроген суміші. У варіантах експериментів Міллера вдалося отримати більшість амінокислот, гідроксикислот, піримідинів та цукрів, які зустрічаються в природі.
Новіші результати ставлять під сумнів ці висновки. У 2005 році університети Ватерлоо та Колорадо провели моделювання, за якими прадавня атмосфера Землі могла містити до 40% водню — що означало б набагато сприятливіші умови для формування добіологічних органічних молекул. Втеча водню із атмосфери Землі могла відбуватися зі швидкістю, яка складає лише один відсоток від тієї, що давали попередні оцінки. Переоцінка ґрунтується на зміні уявлень про температуру верхніх шарів атмосфери. Один із авторів Оуен Тун зауважує: «При такому сценарії органіка могла утворитися у великій кількості в атмосфері прадавньої Землі, знову повертаючи нас до уявляння про органічний суп в океані… Гадаю, що це дослідження знову робить актуальним експерименти Міллера та інших.» Обчислення виділення газів із земних порід із використанням хордритової моделі ранньої Землі доповнюють результати Ватерлоо/Колорадо.
Однак, якщо до суміші додати кисень, то жодних огранічних молекул не утворюється. Опоненти гіпотези Міллера—Юрі знаходять підтримку в недавніх дослідженнях, які вказують на присутність урану в осадових породах віком у 3,7 млрд років, і зазначають, що вони потрапили туди потоком багатої на кисень води. Інакше вони випали б з розчину. Таким чином, робиться висновок, що присутність кисню завадила б утворенню добіологічної органіки за абіогенетичним сценарієм Міллера—Юрі. Проте, автори роботи стверджують, що присутність кисню є свідченням існування фотосинтезу в живих організмах 3,7 млрд років тому (приблизно на 200 млн років, ніж вважалося раніше). Цей висновок лише відсуває в часі період, коли міг відбутися абіогенезис, але не можуть його зовсім виключити.
Умови, аналогічні тим, що використовувалися в експерименті Міллера—Юрі, існують на інших небесних тілах Сонячної системи. Часто роль блискавок можна приписати ультрафіолетовому випромінюванню. Мерчісонський меторит, який упав у 1969 році поблизу міста Мерчісон у Австралії, мав у своєму складі понад 90 різних амінокислот, дев'ятнадцять із яких зустрічаються в живих організмах. Вважається, що комети та інші крижані позаземні тіла містять чимало складних сполук карбону, таких як толіни. Оскільки на ранніх стадіях своєї історії Землі довелося пережити падіння великого числа метеоритів, то на її поверхню могло потрапити чимало органіки разом із водою та іншими складниками атмосфери. Такі міркування приводять прихильники гіпотези панспермії, яка вважає, що життя зародилося за межами Землі.